# Dioxyde de cobalt et de lithium
Le dioxyde de cobalt et de lithium, également appelé oxyde mixte de cobalt et de lithium, est le composé chimique de formule LiCoO2. Les atomes de cobalt sont formellement dans l’état d'oxydation +3, d’où le nom IUPAC d’oxyde de cobalt(III) et de lithium.
C'est un solide dont la structure a d'abord été calculée de façon théorique avant d'être confirmée notamment par diffraction aux rayons X : cette structure est lamellaire, pouvant être représentée comme des couches d'octaèdres CoO6 d'atomes de cobalt et d'oxygène entre lesquels s'insèrent des atomes de lithium.
C'est la structure lamellaire du LiCoO2 qui lui permet de jouer efficacement le rôle d'électrode positive dans les accumulateurs lithium-ion :
- en décharge, l'électrode positive se « reconstitue » en fixant des cations Li+ de l'électrolyte qui viennent s'insérer entre les couches d'octaèdres CoO6 en absorbant un électron tandis que des cations Li+ passent en solution dans l'électrolyte du côté de l'électrode négative en libérant un électron : ces réactions sont à l'origine de la force électromotrice de ce type d'accumulateurs.

L'oxyde mixte de cobalt et de lithium est toxique en raison du cobalt qu'il contient, et doit être manipulé avec précaution.